# أدريان كولير
أدريان كولير (بالإنجليزية: Adrian Collier)‏ هو راكب الكنو بريطاني، ولد في 1 نوفمبر 1965.

## وصلات خارجية
- أدريان كولير على موقع اللجنة الأولمبية الدولية (الإنجليزية)
- أدريان كولير على موقع أوليمبيديا (الإنجليزية)
- أدريان كولير على موقع اللجنة الأولمبية البريطانية (الإنجليزية)